# Ostrzyca
Ostrzyca (něm. Spitzberg) je vrchol vysoký 501 m n. m. v Kačavském podhůří, které je součástí Krkonošsko-jesenického podhůří na jihozápadě Polska. Nachází se v Dolnoslezském vojvodství, v okrese Złotoryja.

## Charakteristika
Ostrzyca je vrcholem sopečného původu. Tvoří ji miocenní čediče (bazanit, bohatý na olivín, diopsid a živce), které prorazily permské slepence a červené hrubozrnné pískovce ve spodní části vrcholu. Bazanit tvořící vrchol vytváří pravidelné i nepravidelné sloupy. Spodní části svahu jsou pokryty soliflukčními útvary a úpatí je pokryto ledovcovými (fluvioglaciálními) usazeninami. Zatímco vrchol hory je neúrodný kvůli nízkému obsahu humusu, oblast v okolí hory díky erozním procesům postupně vyživují alkalické horniny.  Skalní komplex na východní straně vrcholu se nazývá Mała Ostrzyca.
Ve vrcholové části kopce nad 450 m n. m. vznikla přírodní rezervace Ostrzyca Proboszczowicka o rozloze 3,81 ha, ve které jsou chráněny především čedičové neúrodné lesy a na nich rostoucí skalní vegetace.

## Fauna a flóra
Hora se díky svému charakteristickému tvaru, sopečným půdám a specifickému klimatu pyšní vysokou biodiverzitou - bylo zde zaznamenáno až 260 druhů rostlin, z nichž většina je vázána na lesní společenství, ale nacházejí se zde i luční druhy nebo rostliny žijící na skalních stanovištích. Mezi typické zástupce flóry zde patří zejména lípa širokolistá a javor mléč, ale také javor klen, lípa malolistá, dub letní, dymnivka dutá, zvonek kopřivolistý, svízel vonný, bažanka vytrvalá, tolita lékařská, lilie zlatohlavá nebo okrotice dlouholistá. Dále bychom zde mohli narazit na vzácný pupkovec pomněnkový, sleziník červený, sleziník severní a jejich velice vzácný kříženec sleziník německý.
Vzhledem k rozsáhlým lesům v okolí není Ostrzyca typickým zvířecím útočištěm. Vzhledem k bohaté skalní suti je však domovem plže z čeledi Clausiliidae a dvou můr Aplota kadeniella a Bryotropha basaltinella.